# امیر الحاج مسعود
امیر الحاج مسعود (انگلیسی: Amir Haj Massaoud؛ زادهٔ ۸ فوریهٔ ۱۹۸۱) بازیکن فوتبال اهل تونس است.
از باشگاه‌هایی که در آن بازی کرده‌است می‌توان به باشگاه فوتبال آفریقایی، باشگاه فوتبال صفاقسی، و باشگاه فوتبال المعب تونس اشاره کرد.
وی همچنین در تیم ملی فوتبال تونس بازی کرده‌است.